# Plan ogólnego zagospodarowania przestrzennego Poznania (1975)
Plan ogólnego zagospodarowania przestrzennego Poznania (1975) – koncepcja rozwoju urbanistycznego Poznania zatwierdzona 22 sierpnia 1975, stanowiąca integralną część planu zagospodarowania przestrzennego województwa poznańskiego zatwierdzonego uchwałą nr VII/25/77 Wojewódzkiej Rady Narodowej w Poznaniu z dnia 21 października 1977.
Głównym autorem koncepcji był Tadeusz Gałecki, a współpracowali z nim w zespole: Hubert Bureta, Alicja Czaban, Róża Pudelewicz, Dobromiła Romanowska, Janina Szałankiewicz, Lidia Wejchert i Kazimierz Wejchert. Mimo zatwierdzenia dokumentu w 1975, już wcześniej ogłaszano konkursy urbanistyczne na zagospodarowanie poszczególnych partii miasta w zgodzie z jego założeniami. Plan w sposób rewolucyjny zmieniał podejście do dotychczasowej koncepcji rozwoju miasta i na długie lata zdeterminował jego rozwój przestrzenny. Dotąd struktura Poznania opierała się na koncepcji obwodowo-promienistej z równomierną zabudową uzupełnianą klinami zieleni. Nowy plan zakładał urbanizację pasmową ze szczególnym naciskiem na stworzenie wielofunkcyjnego tzw. Północnego Pasma Rozwojowego. Jego zaczątkiem były osiedla mieszkaniowe na linii Winogrady-Piątkowo. W okolicach Suchego Lasu rozłożyć się miał nieuciążliwy kompleks przemysłowy (100 ha). W rejonie Moraska powstać miała dzielnica wiedzy i nauki (400 ha) z siedzibami uczelni dla 34.000 studentów (Uniwersytet im. Adama Mickiewicza, Państwowa Wyższa Szkoła Sztuk Plastycznych, Państwowa Wyższa Szkoła Muzyczna, Akademia Ekonomiczna, Akademia Wychowania Fizycznego i jednostki Polskiej Akademii Nauk). Ta część, jako Kampus Morasko, została w większości zrealizowana. Na północ od kampusu przewidziano kolejną dzielnicę mieszkaniową na 60.000 osób. Pasmo przekroczyłoby następnie Wartę, pomiędzy Czerwonakiem i Owińskami. Tu planowano stworzenie kolejnego kompleksu przemysłowego. Na północ od Owińsk powstać miały następne osiedla dla 70.000 mieszkańców, a zwieńczeniem pasma miał być kompleks przemysłowy Bolechowo-Biedrusko. Całość łączyć miała linia szybkiego tramwaju. W planie umieszczono także drugie duże pasmo rozwojowe - w kierunku południowym, od Rataj do Wir. Założenia głosiły szybki przyrost liczby mieszkańców miasta: 750.000 mieszkańców do 1990 i około 1,5 miliona do 2100. Plan zarzucono w roku 1990 uchwałą nr XI/69/90 Rady Miejskiej Poznania z 9 października 1990. Nowy plan uchwalono w 1994. W myśl jego założeń nastąpił powrót do struktury radialno-koncentrycznej.
Plan został w latach późniejszych skrytykowany przez część środowiska urbanistycznego. M.in. Regina Pawuła-Piwowarczyk wskazała na szkodliwość założenia dla cennych przyrodniczo terenów północnego Poznania i jego okolic, jak również dla klinowego układu zieleni chronionego już od lat międzywojennych.